# ジェンダー戦略
ジェンダー戦略（ジェンダーせんりゃく、英: gender strategy）とは、ジェンダー・ダイバーシティに配慮した人材の活用を行うこと。

## 概要
採用や賃金などにおけるジェンダー・ギャップの是正が進められるほか、指導的な立場を担う女性や政治に参加する女性の割合の低さに対し、数値目標やクオータ制を導入する国や組織もある。また、多様な人材が組織で活躍することを目指し、性別に関わらない育児休暇の取得の推進や研修の充実、ハラスメントへの対応、柔軟な働き方の実現などが求められる。男女の枠組みにとらわれず、性自認やセクシュアリティなどを含む多様なジェンダーへの理解や制度の充実も重要視される。
昨今はSDGsやESG投資への注目により、ジェンダーに関する指針や数値を重要視する顧客や投資家の存在が認められることからも、この戦略のもつ意味が強まる。